# 吳成玉
吴成玉（韓語：오성옥，1972年10月10日—），韓國女子手球運動員，亦是韓國國家女子手球隊隊員。她是首位連續五屆參加奧運會的韓國女子運動員。

## 簡歷
2008年，吳成玉代表韩国參加中國北京舉行的奥林匹克运动会女子手球比賽，最終贏得一面銅牌。其中，連續五屆參加奧運會的吳成玉被任命為韩国代表团的女子隊長。